# Nyckelharpa

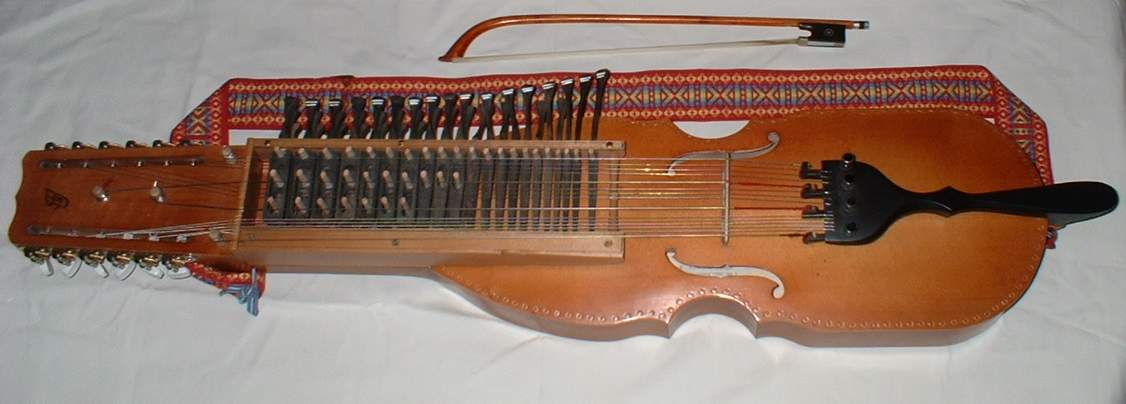
Nyckelharpa

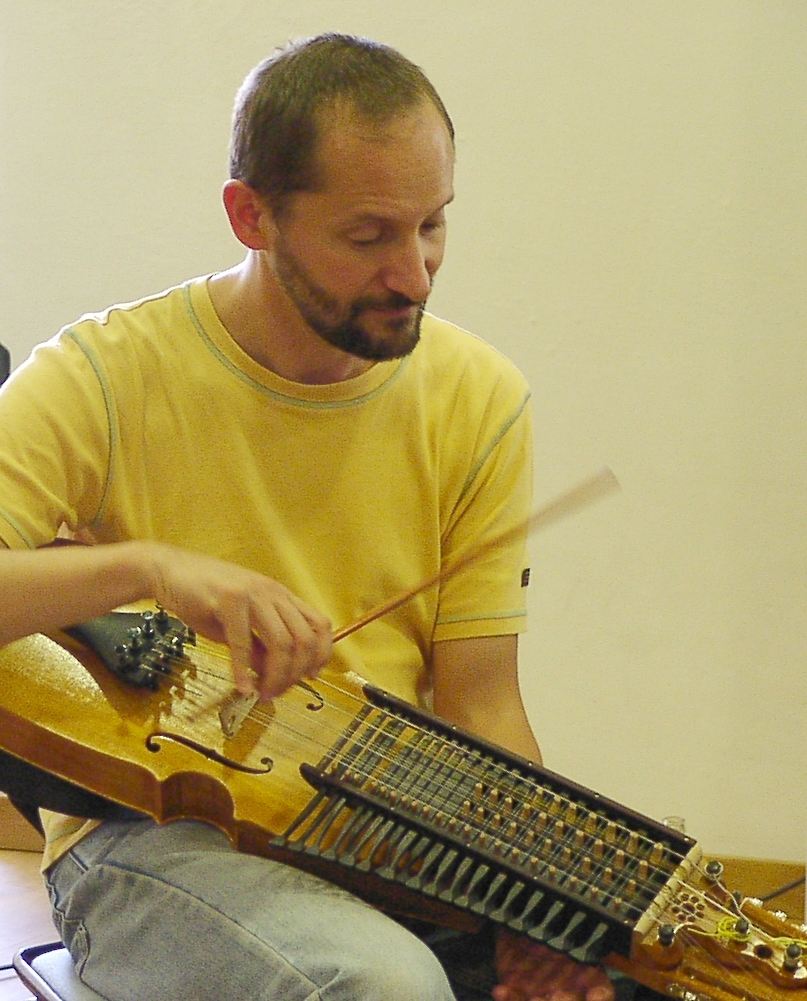
Marco Ambrosini - Nyckelharpa

Nyckelharpa (známá také jako viola d'amore a chiavi) je smyčcový hudební nástroj s klapkami zvanými nycklar či knavrar, které svým stisknutím zkrátí strunu na požadovanou tónovou výšku. Pro vytvoření zvuku se používá smyčec. Charakteristický zvuk nástroje vzniká rezonančními strunami, které jsou umístěny pod hracími strunami. Nyckelharpa je při hraní zavěšená na břichu podobně jako kytara a smyčcem se pohybuje vertikálně proti hráčově břichu.
Nyckelharpa je jedním z typických hudebních nástrojů švédské lidové hudby. Své pevné postavení má v Uppsale a severním Upplandu, ale v polovině 20. století se postupně rozšířila do celého Švédska.

## Historie
Ve dvou německých slovnících z let 1529 a 1620 se nachází vyobrazení nyckelharpy. Ještě starší vyobrazení nalezneme v některých dílech švédského a dánského církevního umění mezi lety 1460 až 1525 a 1565. Jaký hudební nástroj drží hudebník vyobrazený v portálu kostela Källunge na ostrově Gotland není zcela jasné, ale pokud by to byla nyckelharpa, tak má s jistotou západoevropský původ. Žádná z těchto reprodukcí nezobrazuje tradiční švédskou nyckelharpu, první takový obrázek je totiž doložen až na konci 18. století.
Dříve se odborníci domnívali, že se nyckelharpa do Švédska dostala spolu s Valony, ale ti se do Švédska nedostali dříve než v 17. století a nástroj není doložen ani v jejich domovské zemi.
Na konci 16. století se nyckelharpa stala lidovým hudebním nástrojem v Upplandu, později se rozšířila i do dalších oblastí jako je Dalarna, Hälsingland a Ǻngermanland, ovšem aniž by se na ni tradičně v těchto oblastech hrálo. Švédský bard Carl Michael Bellman udává používání nástroje ve stockholmských hostincích na konci 18. století.
Jako tradiční hudební nástroj byla „gammelharpa“ vnímána pouze v oblasti Uppland a to v relativně velkém rozsahu až do druhé světové války. Starší varianty nyckelharpy byly rychle nahrazeny moderním chromatickým systémem, který vynalezl již v roce 1929 August Bohlin a většího významu nabyl během vlny lidové hudby v 70. letech.
Nejstarší dochovaná nyckelharpa neměla zřejmě rezonanční struny, protože ty se do Švédska dostaly teprve v 17. století. Tradičně a někdy ještě i dnes se nyckelharpa ve Švédsku zavěšuje struníkem obráceným nahoru, tedy jinak, než zde na obrázku.
Nejstarší dochovaná nyckelharpa je pravděpodobně tzv. Moraharpan. Na té je uveden rok 1526, ale podle historických pramenů je, stejně jako u podobného nástroje z Älvdalenu, pravděpodobnější doba zhotovení kolem roku 1680.

## Interpreti
K nejznámějším interpretům hrajícím na nyckelharpu se řadí Byss-Calle a Eric Sahlström. K dalším hudebníkům patří August Bohlin, Ceylon Wallin a Hasse Gille.
Moderní švédská populární hudba použila charakteristický zvuk nyckelharpy ve svých skladbách, např. Hedningarna, Ǻsa Jinder, Väsen a Nordman. Experimentátorem s různými typy nyckelharpy je Johan Hedin a Marco Ambrosini.
Pravděpodobně celosvětově nejznámější skladbou, ve které zazněla nyckelharpa, je píseň Dum dum diddle z desky Arrival od hudební skupiny ABBA.
- Didier François – belgický muzikant, specializovaný na nyckelharpu